# ディヴェルティメント
ディヴェルティメント（伊: divertimento）は、18世紀中頃に現れた器楽組曲である。語源はイタリア語の「divertire（楽しませる、愉快にさせる）」に持ち、明るく軽妙で楽しく、深刻さや暗い雰囲気は避けた曲風である。フランス語ではディヴェルティスマン（divertissement）。日本語では嬉遊曲（喜遊曲、きゆうきょく）とも訳される。
貴族の食卓・娯楽・社交・祝賀などの場で演奏され、楽器編成は特に指定はなく、三重奏、四重奏、弦楽合奏、管楽合奏、小規模のオーケストラなど様々である。また形式・楽章数ともに自由である。演奏の目的を同じとするセレナーデと似ているが、セレナーデが屋外での演奏用であるのに対し、ディヴェルティメントは室内での演奏用だとされる。
18世紀にハイドンやモーツァルトらによって多くの作品が書かれ、19世紀にはいったん廃れたが、20世紀に復活し、バルトークらによって作品が残されている。

## ディヴェルティメントの例
- ハイドン
  - 室内楽曲161曲
  - ピアノ曲5曲（うち4曲はソナタと相違ない）
- ミヒャエル・ハイドン
  - 室内楽形式5曲
- モーツァルト

| KV番号 | 調性     | 楽章数 | 楽器編成                | 作曲年月  | 作曲地       | 備考                                                 |
| ------ | -------- | ------ | ----------------------- | --------- | ------------ | ---------------------------------------------------- |
| K113   | 変ホ長調 | 4楽章  | 2Cl,2Hr,2Vn,Va,BC       | 1771.11   | ミラノ       |                                                      |
| K136   | ニ長調   | 3楽章  | 2Vn,Va,BC               | 1772.1-3  | ザルツブルク | 実質的にはディヴェルティメントではなく、シンフォニア |
| K137   | 変ロ長調 | 3楽章  | 2Vn,Va,BC               | 1772.1-3  | ザルツブルク | 同上                                                 |
| K138   | ヘ長調   | 3楽章  | 2Vn,Va,BC               | 1772.1-3  | ザルツブルク | 同上                                                 |
| K131   | ニ長調   | 7楽章  | Fl,Ob,Fg,4Hr,2Vn,2Va,BC | 1772.6    | ザルツブルク |                                                      |
| K186   | 変ロ長調 | 5楽章  | 2Ob,2Cl,2E-hr,2Hr,2Fg   | 1773.3    | ミラノ       |                                                      |
| K166   | 変ホ長調 | 5楽章  | 2Ob,2Cl,2E-hr,2Hr,2Fg   | 1773.3.24 | ザルツブルク |                                                      |
| K205   | ニ長調   | 5楽章  | 2Hr,Fg,Vn,Va,BC         | 1773.7    | ザルツブルク |                                                      |
| K213   | ヘ長調   | 4楽章  | 2Ob,2Hr,2Fg             | 1775.7    | ザルツブルク |                                                      |
| K240   | 変ロ長調 | 4楽章  | 2Ob,2Hr,2Fg             | 1776.1    | ザルツブルク |                                                      |
| K252   | 変ホ長調 | 4楽章  | 2Ob,2Hr,2Fg             | 1776.1    | ザルツブルク |                                                      |
| K188   | ハ長調   | 6楽章  | 2Fl,5Tp,Tim             | 1776初    | ザルツブルク |                                                      |
| K247   | ヘ長調   | 6楽章  | 2Hr,2Vn,Va,BC           | 1776.6    | ザルツブルク |                                                      |
| K251   | ニ長調   | 6楽章  | Ob,2Hr,2Vn,Va,BC        | 1776.7    | ザルツブルク |                                                      |
| K270   | 変ロ長調 | 4楽章  | 2Ob,2Hr,2Fg             | 1777.1    | ザルツブルク |                                                      |
| K289   | 変ホ長調 | 4楽章  | 2Ob,2Hr,2Fg             | 1777初夏  | ザルツブルク | 偽作説がある                                         |
| K287   | 変ロ長調 | 6楽章  | 2Hr,2Vn,Va,BC           | 1777.6    | ザルツブルク |                                                      |
| K334   | ニ長調   | 6楽章  | 2Hr,2Vn,Va,BC           | 1779-80   | ザルツブルク |                                                      |
| K522   | ヘ長調   | 4楽章  | 2Hr,2Vn,Va,BC           | 1787.6.14 | ウィーン     | 「音楽の冗談」                                       |
| K563   | 変ホ長調 | 6楽章  | Vn,Va,Vc                | 1788.9    | ウィーン     |                                                      |

- シューベルト：ハンガリー風ディヴェルティメント（3楽章、1824年、ピアノ連弾）
- フェルナンド・ソル：6つのディヴェルティメントOp.1、Op.2（ギター）
- ルーセル：ディヴェルティスマン（単一楽章、1906年）
- イベール：室内管弦楽のためのディヴェルティスマン（6楽章、1930年）
- ストラヴィンスキー：『妖精の接吻』からのディヴェルティメント（6楽章、1934年/1949年改訂）
- バルトーク：弦楽のためのディヴェルティメント（3楽章、1936年）
- パーシケッティ：吹奏楽のためのディヴェルティメント（6楽章、1951年）
- バーンスタイン：管弦楽のためのディヴェルティメント（8楽章、1980年）
- ギーゼキング：クラリネットと弦楽四重奏のためのディヴェルティメント（年代不明）
- 鈴木輝昭：ディヴェルティメント(チェロ合奏のための)（2011年）
- ヴェースピ：ディヴェルティメント（2011年）